# 吉恩·金
吉恩·贞子·金（英語：Jean Sadako King，1925年12月6日—2013年11月24日）原姓麦基洛普，是美国夏威夷州民主党籍政治人物，于1978年至1982年间担任副州长，是首位担任此职务的女性。